# أرزية كندية
الأرزية الكندية نوع شجري يتبع جنس الأرزية من الفصيلة الصنوبرية.

## البيئة والانتشار
موطنه معظم مناطق كندا وشمال شرق الولايات المتحدة.